# Kreis Lutry
| Kreis Lutry           | Kreis Lutry         |
| Basisdaten            | Basisdaten          |
| --------------------- | ------------------- |
| Staat:                | Schweiz             |
| Kanton:               | Waadt (VD)          |
| Bezirk:               | Lavaux              |
| Hauptort:             | Lutry               |
| Fläche:               | 24,47 km²           |
| Einwohner:            | 14'243 (31.12.2023) |
| Bevölkerungsdichte:   | 582 Einw. pro km²   |
| Aufgehoben am:        | 31. Dezember 2006   |
| Karte                 |                     |
| Karte von Kreis Lutry |                     |

Der Kreis Lutry (französisch Cercle de Lutry) war bis zum 31. August 2006 eine Verwaltungseinheit des Bezirks Lavaux im Kanton Waadt in der Schweiz. Sitz des Kreisamtes war Lutry.
Der Kreis umfasste zwei Gemeinden und war 24,47 km² gross. Die Gemeinden des ehemaligen Kreises zählten Ende 2023 14'243 Einwohner.
| Wappen    | Name der Gemeinde | Einwohner (31. Dezember 2023) | Fläche in km² | Einw. pro km² |
| --------- | ----------------- | ----------------------------- | ------------- | ------------- |
| Lutry     | Lutry             | 10'794                        | 8,46          | 1276          |
| Savigny   | Savigny           | 3'449                         | 16,01         | 215           |
| Total (2) | Total (2)         | 14'243                        | 24,47         | 582           |